# Grand Prix moto d'Ulster 1952
Le Grand Prix moto d'Ulster 1952 est la sixième manche du Championnat du monde de vitesse moto 1952. La compétition s'est déroulée le 14 et 16 août 1952 sur le Circuit de Clady dans le Comté d'Antrim (Irlande). C'est la 24e édition du Grand Prix moto d'Ulster et la 4e édition comptant pour le championnat du monde.

## Résultats des 500 cm³
| Pos  | Pilote             | Moto      | Tours   | Temps/Écart       | Points |
| ---- | ------------------ | --------- | ------- | ----------------- | ------ |
| 1    | Cromie McCandless  | Gilera    | 15      | 2 h 28 min 54 s 0 | 8      |
| 2    | Rod Coleman        | AJS       | 15      | +2 min 47 s 3     | 6      |
| 3    | Bill Lomas         | MV Agusta | 15      | +5 min 07 s 8     | 4      |
| 4    | Jack Brett         | AJS       | 15      | +6 min 14 s 0     | 3      |
| 5    | Phil Carter        | Norton    | 15      | +8 min 27 s 4     | 2      |
| 6    | John Surtees       | Norton    | 14      | 1 tour            | 1      |
| 7    | Roy Evans          | Norton    | 14      | 1 tour            |        |
| 8    | William Campbell   | Norton    | 14      | 1 tour            |        |
| 9    | John Guirke        | Norton    | 14      | 1 tour            |        |
| 10   | Jack Bailey        | Norton    | 14      | 1 tour            |        |
| 11   | Malcolm Templeton  | AJS       | 14      | 1 tour            |        |
| 12   | Harry Turner       | Norton    | 14      | 1 tour            |        |
| 13   | Douglas Sides      | Velocette | 13      | 2 tours           |        |
| 14   | Reg MacDonald      | AJS       | 13      | 2 tours           |        |
| 15   | Rally Dean         | Norton    | 13      | 2 tours           |        |
| 16   | Robert Ferguson    | AJS       | 13      | 2 tours           |        |
| 17   | Giuseppe Colnago   | Gilera    | 13      | 2 tours           |        |
| 18   | John Dickson       | Velocette | 13      | 2 tours           |        |
| 19   | Robin Fitton       | Norton    | 12      | 3 tours           |        |
| 20   | Fonsie McGovern    | Norton    | 12      | 3 tours           |        |
| 21   | J. O. Kerrigan     | Triumph   | 12      | 3 tours           |        |
| 22   | Stanley Williamson | Norton    | 12      | 3 tours           |        |
| Abd. | ...                | ...       | Abandon |                   |        |

## Résultats des 350 cm³
| Pos | Pilote            | Moto      | Tours | Temps             | Points |
| --- | ----------------- | --------- | ----- | ----------------- | ------ |
| 1   | Ken Kavanagh      | Norton    | 13    | 2 h 15 min 43 s 8 | 8      |
| 2   | Reg Armstrong     | Norton    | 13    | +1 min 22 s 2     | 6      |
| 3   | Rod Coleman       | AJS       | 13    | +3 min 02 s 2     | 4      |
| 4   | Jack Brett        | AJS       |       |                   | 3      |
| 5   | Ernie Ring        | AJS       |       |                   | 2      |
| 6   | Mike O'Rourke     | AJS       |       |                   | 1      |
| 7   | C. M. Luck        | Velocette |       |                   |        |
| 8   | Robin Sherry      | AJS       |       |                   |        |
| 9   | W. J. Campbell    | Norton    |       |                   |        |
| 10  | J. Bailey         | Norton    |       |                   |        |
| 11  | E. R. Evans       | AJS       |       |                   |        |
| 12  | Bill Hall         | Velocette |       |                   |        |
| 13  | Vic Willoughby    | Velocette |       |                   |        |
| 14  | Tom Turner        | Norton    |       |                   |        |
| 15  | A. K. Howth       | AJS       |       |                   |        |
| 16  | L. Starr          | AJS       |       |                   |        |
| 17  | Bob Browne        | AJS       |       |                   |        |
| 18  | D. Sides          | Velocette |       |                   |        |
| 19  | Malcolm Templeton | AJS       |       |                   |        |
| 20  | R. Ferguson       | AJS       |       |                   |        |
| 21  | L. Williams       | Norton    |       |                   |        |
| 22  | K. W. Swallow     | Norton    |       |                   |        |
| 23  | J. McIlwrath      | AJS       |       |                   |        |
| 24  | R. L. MacDonald   | AJS       |       |                   |        |
| 25  | J. G. Dixon       | Velocette |       |                   |        |
| 26  | A. R. Verity      | AJS       |       |                   |        |
| 27  | R. Dean           | Norton    |       |                   |        |
| 28  | W. R. Evans       | AJS       |       |                   |        |
| 29  | F. Ward           | Norton    |       |                   |        |
| 30  | J. R. T. Upton    | Norton    |       |                   |        |
| 31  | J. Woods          | Norton    |       |                   |        |

## Résultats des 250 cm³
| Pos | Pilote            | Moto         | Tours | Temps             | Points |
| 1   |                   |              |       |                   |        |
| --- | ----------------- | ------------ | ----- | ----------------- | ------ |
| 1   | Maurice Cann      | Moto Guzzi   | 12    | 2 h 17 min 52 s 8 | 8      |
| 2   | Enrico Lorenzetti | Moto Guzzi   | 12    | +32 s 2           | 6      |
| 3   | Leslie Graham     | Velocette    | 12    | +3 min 16 s 2     | 4      |
| 4   | Ronald Mead       | Velocette    |       |                   | 3      |
| 5   | Benny Rood        | Velocette    |       |                   | 2      |
| 6   | Ray Petty         | Norton       |       |                   | 1      |
| 7   | David Andrews     | Excelsior    |       |                   |        |
| 8   | T. D. Sloan       | Excelsior    |       |                   |        |
| 9   | Chris Tattersall  | CTS          |       |                   |        |
| 10  | Jock McCredie     | Excelsior    |       |                   |        |
| 11  | Harry Stephen     | AJS-Triumph  |       |                   |        |
| 12  | W. Ferguson       | Excelsior    |       |                   |        |
| 13  | M. Bailey         | Excelsior    |       |                   |        |
| 14  | G. A. Coulter     | New Imperial |       |                   |        |

## Résultats des 125 cm³
Ils ne sont que 6 au départ, et 3 à l'arrivée
| Pos  | Pilote            | Moto       | Tours | Temps             | Points |
| ---- | ----------------- | ---------- | ----- | ----------------- | ------ |
| 1    | Cecil Sandford    | MV Agusta  | 11    | 2 h 20 min 41 s 2 | 8      |
| 2    | Bill Lomas        | MV Agusta  | 11    | +2 min 03 s 8     | 6      |
| 3    | Charlie Salt      | MV Agusta  |       |                   | 4      |
| Abd. | Carlo Ubbiali     | FB Mondial |       | Abandon           |        |
| Abd. | Cromie McCandless | FB Mondial |       | Abandon           |        |
| Abd. | Harvey Williams   | MV Agusta  |       | Abandon           |        |